# Joseph Roemer
Joseph Roemer (auch Josef Roemer, seltener Josef Römer; * 12. September 1889 als Josef Bernhard Georg Saft in Berlin; † vermutlich Januar 1945 in Łódź) war ein deutscher Theater- und Stummfilmschauspieler.

## Leben und Wirken

### Am Theater
Der Sohn des Kaufmanns Gustav Saft und seiner Ehefrau Christina, geb. Bode, begann seine Bühnenlaufbahn in der Spielzeit 1908/09 in Hanau. Es folgten weitere Verpflichtungen in der deutschen Provinz, die ihn an die städtischen Bühnen von Göttingen (1909–1911), Karlsruhe (1911/12), Krefeld (1912–1914) und ins ostpreußische Elbing (1914–1917) führten. In der letzten Spielzeit im Ersten Weltkrieg trat Roemer am Soldatentheater im deutsch besetzten Kowno auf. Nach dem Krieg ging er oft auf Theatertournee, Festengagements führten ihn unter anderem an die Stadttheater von Frankfurt/Oder (dort auch Regie), Zwickau, Kassel (Kleines Theater), Brandenburg und in der letzten Spielzeit vor Schließung aller reichsdeutschen Bühnen im Sommer 1944 auch ans Lübecker Stadttheater. Joseph Roemer soll im Januar 1945 zusammen mit anderen Mitgliedern der Städtischen Bühnen Litzmannstadt bei der Einnahme der Stadt durch die Rote Armee umgekommen sein. Genauere Angaben zu Datum und Umständen seines Todes liegen bislang nicht vor.

### Beim Film
Knapp zehn Jahre lang, von 1915 bis 1924, trat Joseph Roemer auch vor die Kamera und war ein oft besetzter Charakterdarsteller in nicht allzu bekannten Stummfilmen. Von 1915 bis 1919 wirkte er in Hanna Hennings humoriger Bubi-Kurzfilmreihe mit. Es folgten sehr unterschiedliche Parts: So war Roemer beispielsweise ein Fabrikdirektor (in Und wer kein Kreuz und Leiden hat), ein Jäger (in Das ewige Rätsel), ein Dichter an der Seite Asta Nielsens (in Das Waisenhauskind), der russische Zarin-Geliebte Graf Orlow, Roemers wohl größte und wichtigste Filmrolle (in Das Spielzeug der Zarin), ein Bankdirektor (in Das Komplott im Bankviertel), ein Konsul (in Lebenshunger) und ein Schriftsteller (in Die Flucht ins Paradies). Mit Die Flucht durch Flammen führte Roemer auch einmal (1920) Filmregie. Nach mehreren Dutzend Leinwandauftritten beendete Joseph Roemer 1924 mit einer kleinen Rolle an der Seite von Lya de Putti seine Arbeit vor der Kamera. Einen Tonfilm hat er nie gedreht.

### Privates
Joseph Roemer heiratete 1925 Erna Krause, geb. Kuke. 1931 wurde die Ehe geschieden.

## Filmografie
- 1915: Unverstanden – Die Tragödie eines Kindes (Bubi-Film)
- 1915: Sein Schutzengel (Bubi-Film)
- 1915: Onkels Erbe (Bubi-Film)
- 1915: Der Zeitungsriese
- 1915: Kaspar Hauser
- 1916: Der Weg zum Reichtum
- 1916: Die Bettelprinzessin
- 1916: Meißner Porzellan (Bubi-Film)
- 1916: Und wer kein Kreuz und Leiden hat
- 1916: Menschen, die den Weg verloren
- 1916: Bubi ist eifersüchtig (Bubi-Film)
- 1916: Millionär Bubi (Bubi-Film)
- 1916: Im Banne des Schweigens (Bubi-Film)
- 1916: Bubi muß Geld verdienen (Bubi-Film)
- 1916: Bubi als Heiratsvermittler (Bubi-Film)
- 1916: Das Waisenhauskind
- 1917: Wie Bubi Detektiv wurde (Bubi-Film)
- 1917: Bubi und das Wunderschwein (Bubi-Film)
- 1918: Weil ich Dich liebe (Bubi-Film)
- 1918: Bubi, der Tausendsassa (Bubi-Film)
- 1919: Das Ende vom Liede
- 1919: Das ewige Rätsel
- 1919: Der Totentanz
- 1919: Die siebente Großmacht
- 1919: Das Spielzeug der Zarin
- 1919: Phantome des Lebens
- 1920: Frauenruhm
- 1920: Ihr Recht
- 1920: Die Flucht durch Flammen / Die lila Hölle (auch Regie)
- 1920: Yoshiwara, die Liebesstadt der Japaner
- 1921: Die schwarze Spinne
- 1921: Der schlummernde Vulkan
- 1921: Das Komplott im Bankviertel
- 1922: Nur eine Nacht
- 1922: Lebenshunger
- 1923: Ein Glas Wasser
- 1924: Die Flucht ins Paradies
- 1924: Komödianten